# カンタレラ (曲)
「カンタレラ」は、WhiteFlame（黒うさP）の曲である。2008年に動画投稿サイトニコニコ動画で音声合成ソフトVOCALOIDのKAITOと初音ミクをボーカルに用いて発表した動画で人気を集め、舞台化、小説化、漫画化も行われている。

## 概要
カンタレラとは、中世にイタリア貴族ボルジア家が政略に用いたとされる毒薬の名前である。15世紀から16世紀にかけ活躍したボルジア家のチェーザレ・ボルジアと、その妹ルクレツィア・ボルジアには近親相姦の噂があったとされており、本曲はその兄妹の禁断の愛を題材としたラブソングである。歌詞は男性視点であるが、元々はWhiteFlameがニコニコ動画でVOCALOID作品での活動を始める以前に、同人音楽の活動で女性ボーカルで発表していた曲である。ニコニコ動画に投稿され人気を集めたカンタレラの動画は、コンテンツ投稿サイトピアプロに投稿されていたexrayによる「仮面舞踏会」というタイトルの、KAITOと初音ミクを描いた中世風のイラストをきっかけに作成された。当時黒うさはニコニコ動画で初音ミクを用いた曲の発表を行っていたが、このイラストを見てカンタレラの世界が表現できると考え、男声ボーカルのKAITOを購入、KAITOと初音ミクを兄妹に見立てたデュエット曲として2008年2月にニコニコ動画で発表した。VOCALOIDの中でも、KAITOは初音ミクの人気の影響で2007年末ごろから注目を集めるようになっていたが、カンタレラはKAITOファンの女性達から絶大な支持を受けることとなる。また、黒うさ自身の投稿した動画の人気のみならず、多くのフォロワーによる関連動画も登場し、それらをあわせた再生数は翌2009年までに500万回を超えている。
2009年にはWhiteFlameとしてのメジャーデビューアルバム『君のいる景色』が発売され、カンタレラも収録された。2011年には、本曲などを原案としたミュージカルの公演が行われ、ミュージカルの物語を元にした小説、漫画も発表された。2012年にも内容を一新して再度ミュージカルの公演が行われた。また、壱加による本曲を原作とした漫画版も発表されている。2013年には、KAITOのバージョンアップ版『KAITO V3』の発売に伴い、セルフリメイクしたカンタレラが『KAITO V3』の公式デモソングの一つとして発表された。

## 楽曲収録

### オリジナル版
| 発売日 | タイトル                                              | レーベル | 収録曲     | 備考                 |
| ------ | ----------------------------------------------------- | -------- | ---------- | -------------------- |
| 2006年 | Seirios                                               |          | カンタレラ | 初出の同人アルバム。 |
| 2009年 | 君のいる景色                                          |          | カンタレラ |                      |
| 2011年 | Digital Trax presents VOCALO★POPS BEST feat. 初音ミク |          | カンタレラ |                      |
| 2011年 | VOCALOID BEST from ニコニコ動画 (あか)                |          | カンタレラ |                      |
| 2012年 | カンタレラ                                            |          | カンタレラ |                      |
| 2012年 | ボカロ超ミックス39 feat. 初音ミク                     |          | カンタレラ |                      |
| 2013年 | 月と星の虚構空間                                      |          | カンタレラ |                      |
| 2013年 | 5th ANNIVERSARY BEST                                  |          | カンタレラ |                      |

### カバー
| 発売日 | タイトル                                          | レーベル | 収録曲                          | 備考 |
| ------ | ------------------------------------------------- | -------- | ------------------------------- | ---- |
|        | ニコニコオムニバスツアー 〜歌ってみた全国ツアー〜 |          | カンタレラ / プリコ             |      |
|        | Dearest                                           |          | カンタレラ / clear              |      |
|        | ニコニコミュージカル カンタレラ music tracks      |          | カンタレラ / 兼崎健太郎・弟の姉 |      |
|        | MEET YOUR ONLY WORLD                              |          | カンタレラ / みちゃおん         |      |
|        | monochrome                                        |          | カンタレラ / nero               |      |
|        | ACTORS - Deluxe Duet Edition -                    |          | カンタレラ / 野島健児・緑川光   |      |

## ミュージカル
ミュージカルは、ニコニコ動画運営元のニワンゴの親会社ドワンゴが主催するニコニコミュージカルによって公演が行われた。本曲に加え、同じくニコニコ動画で発表されたorange作詞、Dios/シグナルP作曲の「サンドリヨン」、ガルナ(オワタP)作詞作曲の「パラジクロロベンゼン」の2曲を原案協力として取り入れている。2011年に『カンタレラ』として公演が行われ、2012年にも劇中曲、脚本、キャストを一新した『カンタレラ2012 ～裏切りの毒薬～』が上演された。2011年版についてはDVD、ライブCDが発売されている。
上記ニコニコミュージカルを元に、2016年に女性のみの歌劇団であるOSK日本歌劇団が『カンタレラ2016〜愛と裏切りの毒薬〜』を上演する。
『カンタレラ』
日程：2011年8月3日 - 8月7日
会場：全労済ホールスペース・ゼロ
演出/振付：上島雪夫
原案：カンタレラ（作詞/作曲・黒うさP）
原案協力：サンドリヨン（作詞：orange・作曲：Dios/シグナルP）、パラジクロロベンゼン（作詞/作曲・オワタP）
脚本：大石 薫夏、三井 秀樹
出演：兼崎健太郎（チェーザレ・ボルジア） / 弟の姉（ルクレツィア・ボルジア） / 少年T（Tomohisa） (ホアン・ボルジア)/ koma'n（カプリ） / 郷本直也（フェルナンド） / ヨウスケ・クロフォード(サヴォナローラ) / 兼松若人(ミゲル) / AD笠原（ピエロ・デ・メディチ） / 海斗 / コンコン / 水谷誠司、上島雪夫(ロドリゴ・ボルジア) / 太田在（クラウディア、ヴァンノッツァ） / 渡辺大輔(ジョヴァンニ・デ・メディチ)
『カンタレラ2012〜裏切りの毒薬〜』
日程：2012年3月7日 - 3月13日
会場：博品館劇場
演出/振付：上島雪夫
原案：カンタレラ（作詞/作曲・黒うさP）
原案協力：サンドリヨン（作詞：orange・作曲：Dios/シグナルP）、パラジクロロベンゼン（作詞/作曲・オワタP）
脚本：大石薫夏
出演：兼崎健太郎（チェーザレ・ボルジア） / 郷本直也（サヴォナローラ） / 齋藤ヤスカ（フェルナンド3世） / 小野田龍之介（ホァン・ボルジア） / 野田和佳子（ルクレツィア・ボルジア） / 彩夏涼（クラウディア／ヴァノッツァ） / 兼松若人（ミゲル（チェーザレの部下）） / 吉岡麻由子（ローザ（ルクレツィアの従者）） / 上島雪夫（ロドリゴ・ボルジアAキャスト） / 別紙慶一（ロドリゴ・ボルジアBキャスト） / やすし・橋本由希子（ダンサー） / 渡辺大輔（ジョヴァンニ・デ・メディチ）
『カンタレラ2016〜愛と裏切りの毒薬〜』(OSK日本歌劇団)
日程：大阪…2016年1月30日 - 2月7日、東京…2016年2月18日 - 2月21日
会場：大阪…ナレッジシアター、東京…博品館劇場
演出/振付：上島雪夫
原案：カンタレラ（作詞/作曲・黒うさP）
原案協力：サンドリヨン（作詞：orange・作曲：Dios/シグナルP）、パラジクロロベンゼン（作詞/作曲・オワタP）
脚本：大石薫夏
スーパーバイザー：片岡義朗・古林浩一
出演：桐生麻耶（チェーザレ・ボルジア） / 真麻里都（サヴォナローラ） / 悠浦あやと（ホァン・ボルジア） / 楊琳（フェルナンド3世） / 愛瀬光（ジョヴァンニ・デ・メディチ） / 舞美りら（ルクレツィア・ボルジア） /  香月蓮（ロドリゴ・ボルジア）  / 城月れい（クラウディア／ヴァノッツァ） / 麗羅リコ（ダンサー） / 千咲えみ（ローザ（ルクレツィアの従者）） / 栞さな（ダンサー） / りつき杏都（ミゲル（チェーザレの部下））

## 小説
『カンタレラ -禁断ノ愛ハ毒トナル-』
ミュージカルの脚本を手がけた大石薫夏による書き下ろし。脚本家自身の執筆であるが、結末はミュージカルのものから変更されている。エンターブレインのビーズログ文庫から発売。

## 漫画
『カンタレラ-背徳ノ愛ト毒ノ果テ-』
2011年のミュージカルを原作とした坂本あきらによるコミカライズ。エンターブレインのウェブコミック配信サイト『コミックビーズログ エアレイド』にて連載された。全1巻。
『カンタレラ〜碧の毒薬〜』
曲を原作とした壱加によるコミカライズ。本作のチェーザレ、ルクレツィアはKAITO、初音ミクを元にしている。富士見書房の電子書籍の雑誌『エイジプレミアム』にて連載された。全1巻。なお、作者の壱加は、カンタレラがニコニコ動画で人気となって間もない2008年4月に、ニコニコ動画でカンタレラの派生作品の一つである、「【KAITO・ミク】カンタレラに絵をつけてみた【やっちゃった】」という動画作品を発表している。
2012年12月、ミクモバにて、壱加作画版のきせかえコンテンツも配信された。

## 書誌情報
- 楽譜『初音ミク・名曲ガイド』 - ヤマハ、2009年9月17日、ISBN 9784636846843[14]
- 小説『カンタレラ -禁断ノ愛ハ毒トナル-』 - 2011年9月15日発売、ISBN 978-4-04-727516-4
- 漫画『カンタレラ-背徳ノ愛ト毒ノ果テ-』 - 2012年3月1日発売、ISBN 978-4-04-727893-6
- 漫画『カンタレラ〜碧の毒薬〜』 - 2012年10月5日発売、ISBN 978-4047128248